# Línea mortal
Línea mortal (título original: Flatliners) es una película de 1990 dirigida por Joel Schumacher y protagonizada por Kiefer Sutherland, Julia Roberts, Kevin Bacon, William Baldwin y Oliver Platt. Narra cómo un grupo de estudiantes de medicina decide llevar a cabo un experimento que consiste en llevar a uno de ellos hasta un estado clínicamente muerto para luego reanimarlo y que cuente la experiencia. Este fue el primer papel importante de Julia Roberts después de Pretty Woman. Posteriormente, Roberts, protagonizó Dying Young, también dirigida por Schumacher.

## Argumento
Cinco estudiantes de Medicina, que han estudiado algunos de los casos de personas que volvieron a la vida tras estar clínicamente muertos, deciden experimentar en ellos mismos lo que se esconde más allá de la muerte. Para ello, deben forzar la paralización del corazón y el cerebro reflejando los monitores de tales signos vitales una línea horizontal, tras lo cual procederán a reavivar al muerto.
El primero en someterse al experimento es su impulsor, Nelson Wright, que le pide a David Labraccio que le ayude para la reanimación. David se muestra escéptico, puesto que es el mejor estudiante a pesar de haber sido suspendido durante cuatro meses por haber operado a una persona sin estar aun autorizado para ello, y pese a que con ello salvó esa vida.
Lo mantienen en muerte cerebral durante un minuto, durante el cual Nelson se ve a sí mismo durante su infancia en un campo verde y persiguiendo a otro niño junto a su perro. Ante el supuesto éxito de la prueba, Rachel Mannus, su compañera, se postula para ser la siguiente, afirmando que aguantará 1:20 minutos, pero será Joe Hurley, el mujeriego del grupo, quien gana el derecho al afirmar que aguantará 1:30 minutos.
Cuando Nelson se queda a solas comienza a ver cosas extrañas, como al perro y el niño al que ambos perseguían durante el sueño. Joe, encargado de grabar la anterior sesión, durante su muerte observa imágenes de las chicas a las que grabó sin su consentimiento cuando se acostaron con él.
Entretanto, Nelson comienza a recibir ataques físicos por parte del niño del sueño quien, acompañado por el perro, lo acosa y embosca. Mientras, Joe comienza a ver visiones de sus antiguas conquistas que, desde diversos monitores y posteriormente manifestándose como alucinaciones, le dicen que es un cerdo y le recriminan cómo las usó para su fetiche.
El siguiente en probar la experiencia es el escéptico David, que apuesta que durará más que Rachel, siendo algo más complicada su reanimación, estando muerto 3:50 minutos durante los que se ve a sí mismo y a otros niños insultando a Winnie Hicks, una niña a la que él y sus amigos solían maltratar en primaria. Tras esto, Winnie comienza a aparecer frente a él en lugares públicos, gritándole insultos y groserías como él solía hacerlo.
El siguiente experimento es con Rachel, la cual regresa a su infancia, atestiguando el momento de la muerte de su padre y cómo su madre la regañó por ser la responsable de ello y, aunque tratan de devolverla a la vida antes del tiempo estipulado, un problema con las baterías hace que se vaya la luz, no regresando hasta los 4 minutos. Sin embargo, las visiones de su padre comienzan a acosarla desde entonces.
Solo cuando David comenta sobre las visiones de Winnie, el resto de sus compañeros confiesa sus experiencias negativas, reprochándoles a Nelson y Joe que no se los dijeran antes de someterse a la experiencia. Así, Rachel reconoce que se siente responsable del suicidio de su padre, decidiendo sus compañeros no dejarla sola.
Nelson plantea que al entrar al otro lado han revivido sus pecados que buscan venganza, ante lo que David decide buscar a la Winnie real, ahora felizmente casada, ante la que se disculpa logrando con ello purgar su falta.
Ya que los ataques del niño son cada vez más salvajes y peligrosos, David revela la solución que ha descubierto, pero Nelson explica que este método es imposible para él, confesando que lo persigue Billy Mahoney, un niño al que solía acosar y golpear por diversión en su infancia, hasta el día en que él y su perro lo persiguieron por el campo haciendo caso omiso de sus suplicas, hasta acorralarlo en la rama de un árbol que no soportó su peso y se rompió, cayendo sobre el perro y muriendo ambos en el lugar. Esto le significó a Nelson ser procesado por el acoso y la muerte de Billy y pasar toda su infancia y adolescencia en una correccional.
Joe por su parte decide adelantar la boda con su novia, la cual acude a verle, descubriendo todos los videos de las mujeres con que se acostó, tras lo cual rompe su relación.
Rachel, por consejo de David, decide encarar sus visiones, descubriendo que su padre se había vuelto adicto y se quitó la vida al no soportar la vergüenza de que ella lo descubriera un día cuando accidentalmente entró al baño mientras él se drogaba, por lo que su madre la responsabilizó. Una vez frente a su hija, este le muestra que no murió por su culpa, sino por las drogas y que estaba allí para pedirle perdón por haberla decepcionado.
Incapaz de solucionar su conflicto, Nelson decide someterse de nuevo al experimento sin el apoyo de sus compañeros, permaneciendo muerto más de 10 minutos hasta que lo localizan y comienzan a reanimarlo, a pesar de las pocas posibilidades. Mientras tanto, en el sueño él es quien esta perseguido por Billy y quien cae del árbol, marcando esto su muerte definitiva en el mundo real; aun así, David se niega a rendirse y continúa reanimándolo hasta que recupera sus signos vitales; en su sueño, Nelson se incorpora ileso de la caída mientras ve que Billy le sonríe en señal de perdón, tras lo cual se retira en paz al otro mundo junto al perro de Nelson.

## Reparto
- Kiefer Sutherland como Nelson Wright.
- Julia Roberts como Rachel Manus.
- Kevin Bacon como David Labraccio.
- William Baldwin como Joe Hurley.
- Oliver Platt como Randy Steckle.
- Kimberly Scott como Winnie Hicks.
- Joshua Rudoy como Billy Mahoney.
- Benjamin Mouton como el señor Manus.
- Hope Davis como Anne Coldren.
- Patricia Belcher como Edna.

## Nueva versión
En septiembre de 2017, se estrenó un remake con el mismo nombre en la que también apareció Kiefer Sutherland aunque interpretando otro papel.